# Frederik Jacobus Johannes Buytendijk
Frederik Jacobus Johannes Buytendijk (29 avril 1887 à Breda - 21 octobre 1974 à Nimègue) était un biologiste, anthropologue, psychologue et physiologiste néerlandais.

## Biographie
Frederik Buytendijk fait des études de médecine et obtient son diplôme en 1909. Il obtient un poste d'assistant en biologie à l'université libre d'Amsterdam où il enseigne de 1914 à 1925, et soutient en 1918 une thèse de doctorat intitulée Proeven over gewoontevorming bij dieren. Il est nommé en 1925 à l'université de Groningue où il enseigne la physiologie. Durant la Seconde Guerre mondiale, il est détenu durant quelques mois par les nazis, puis passe dans la clandestinité en 1942 jusqu'à la fin de la guerre. Il est nommé professeur de psychologie théorique à l'université Radboud de Nimègue en 1946 et donne sa leçon inaugurale intitulée « De eerste glimlach van het kind », en 1947. Il prend sa retraite académique en 1957.

## Activités de recherche
Frederik Buytendijk a étudié la psychologie animale. Il a montré notamment la spécificité et la complexité de l'instinct, fait fondamental du comportement animal. Il a également prouvé que les conditions de l'apprentissage imposées par le psychologue étaient plus importantes, parce qu'elles évoluent elles-mêmes, que le caractère hypothétique de l'hérédité du comportement appris. Il s'est aussi intéressé à la phénoménologie.
Il est l'un des fondateurs de l'anthropologie psychologique, et est considéré comme l'un des inspirateurs de l'anthropologie cybernétique et de l'anthropologie philosophique.

## Publications
- 1966 : Psychologie des Romans. 129 Seiten. Salzburg: Otto Müller Verlag
- 1965 : Prolegomena van een anthropologische Fysiologie
- 1963 : Über die menschliche Bewegung als Einheit von Natur und Geist (Beiträge zur Lehre und Forschung der Leibeserziehung; Bd. 14). Schorndorf bei Stuttgart: K. Hofmann.
- 1962 : Erziehung zur Demut. Henn.
- 1958 : Das Menschliche: Weg zu seinem Verständnis. 240 Seiten. Stuttgart : Koehler.
- 1958 : L'homme et l'animal, essai de psychologie comparée (trad. par Rémi Laureillard), Gallimard, 1965.
- 1956 : Attitudes et mouvements : étude fonctionnelle du mouvement humain, Desclée de Brouwer, 1957
- 1953 : Begegnung der Geschlechter, avec Hans Waltmann, Werkbund-Verl.
- 1953 : Das Fussballspiel, Werkbund-Verl
- 1953 : La femme, ses modes d'être, de paraître, d'exister, Foi vivante
- 1952 : Traité de psychologie animale (trad par Albert Frank-Duquesne), PUF
- 1952 : Phénoménologie de la rencontre (trad. par Jean Knapp). Desclée de Brouwer.
- 1948 : De la douleur, PUF, coll. « Bibliothèque de philosophie Contemporaine » (1951)
- 1933 : Wesen und Sinn des Spiels, Berlin : Wolff.

## Notoriété
- Président de la Fédération internationale de médecine du sport (1930-1933)
- Membre de l'Académie royale néerlandaise des arts et des sciences[3]